# Station Duku
Duku is een spoorwegstation in de Indonesische provincie West-Sumatra.